# Hololepis pedunculata
Hololepis pedunculata là một loài thực vật có hoa trong họ Cúc. Loài này được (DC. ex Pers.) DC. mô tả khoa học đầu tiên năm 1810.